# Nornor

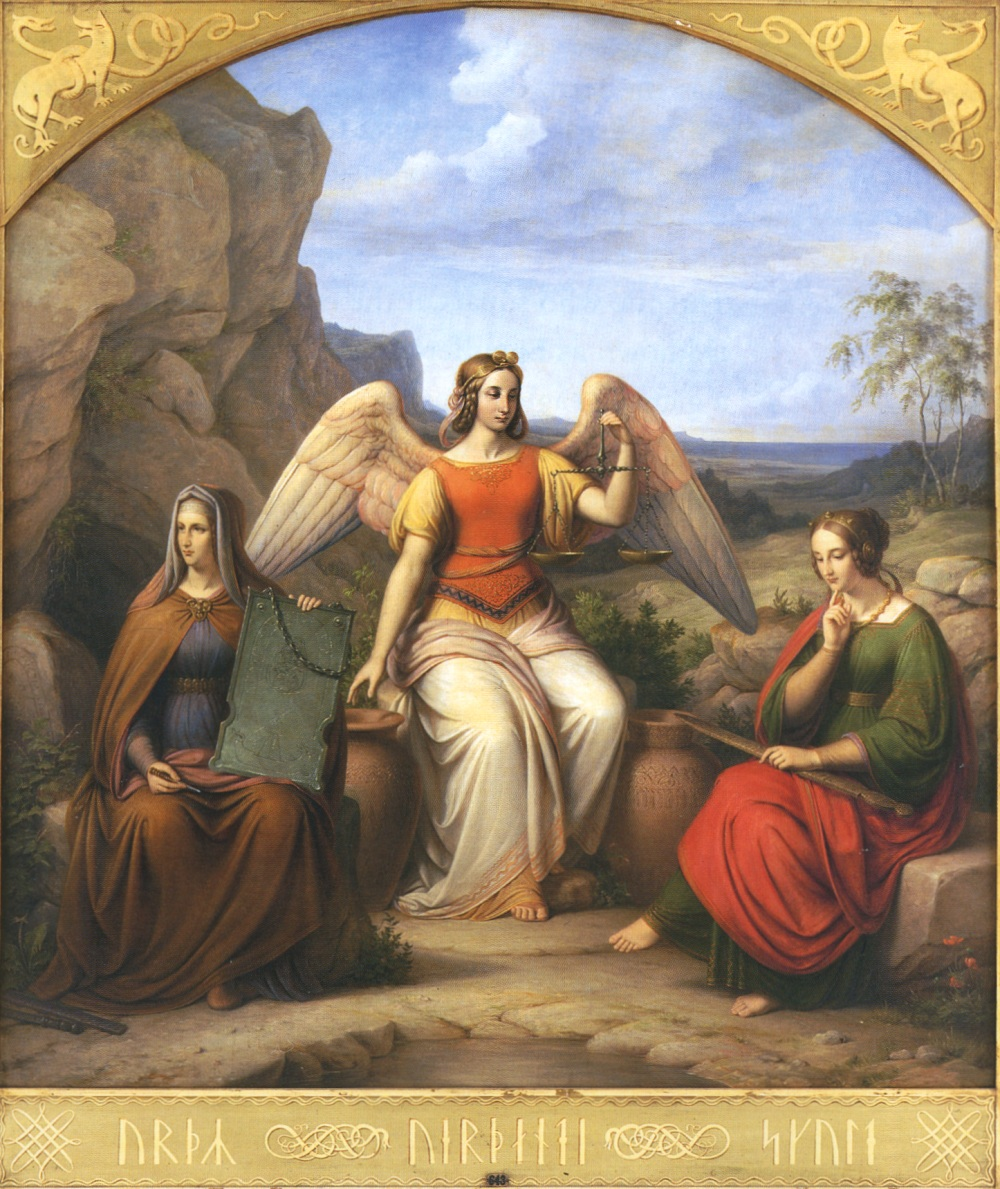
De tre nornorna. Målning av den danske konstnären Johan Ludvig Lund.

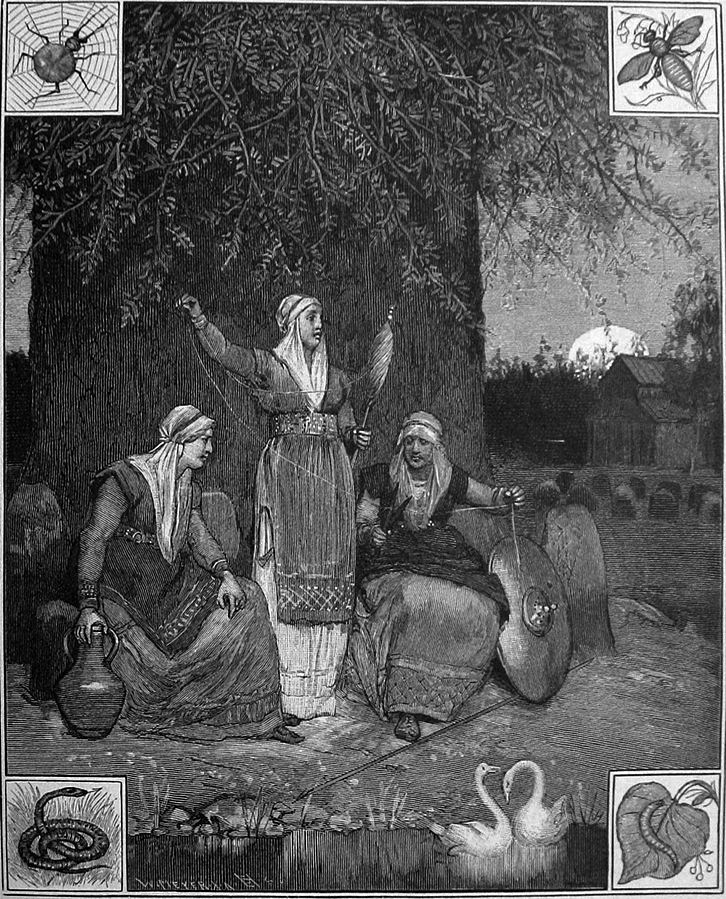
Nornorna spinner ödets trådar vid Yggdrasil.

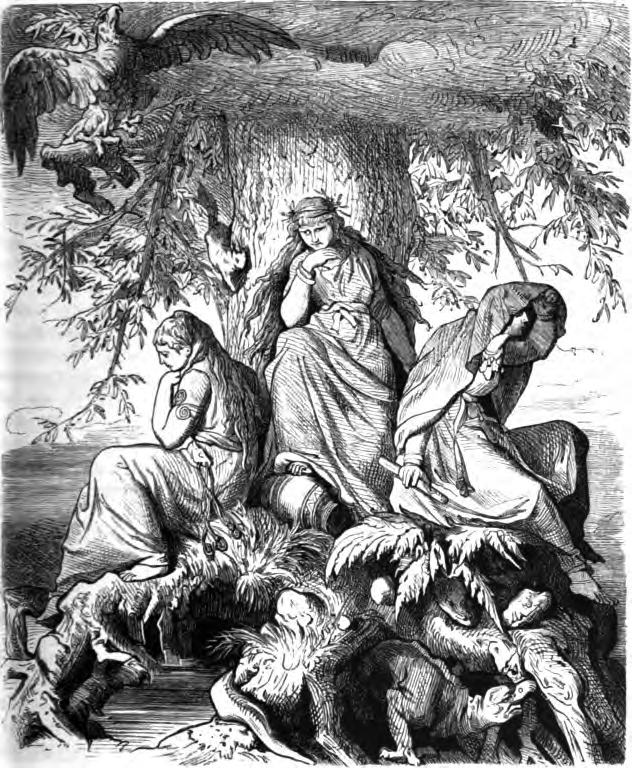
Nornorna Urd, Verdandi och Skuld under världsasken Yggdrasil av den tyske konstnären Ludwig Burger.

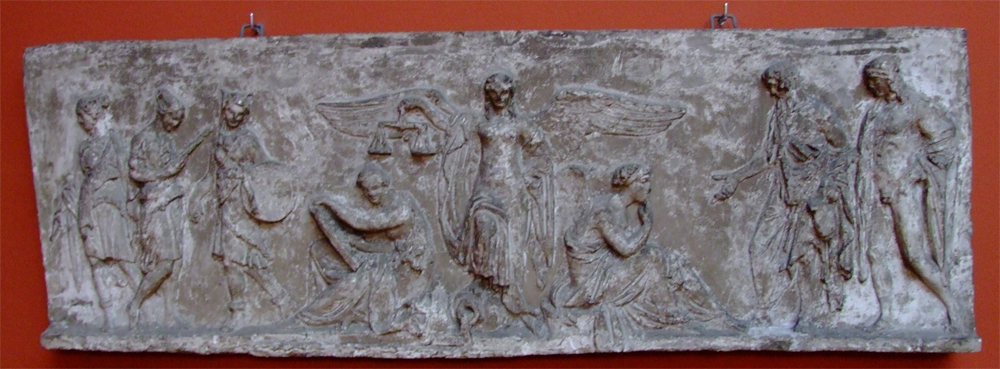
Mímer och Balder rådfrågar Nornorna.

Nornorna (fornnordiska norn pl. nornar) är ödesgudinnor i nordisk mytologi. På modern isländska betyder nornor "häxor".
Tre namngivna nornor förekommer: Urd, Verdandi och Skuld (Urðr, Verðandi ok Skuld). 
- Urd (Urðr) kommer från isländskans ord för lycko- eller olycksöde (besläktat med engelskans "wyrd" och forntyskan "Wurd, Wyrd" med samma betydelse). [1]
- Verdandi betyder Vardande och kommer av varða/varda
- Skuld betyder Skuld eller framtid.[2]

Nornorna sades leva i ett hus vid Yggdrasils rötter intill Urdarbrunnen. Där tog de vatten ur brunnen och sand från marken omkring den jättelika asken och öste över trädet så att dess grenar inte torkade eller ruttnade. Enligt Snorre finns flera nornor, som är av både gudar, alver och dvärgars släkte. De av gudarnas släkte är enligt honom de som bestämmer över människors liv. I modern konst och litteratur framställs de ofta som spinnande ödets trådar (likt Moirerna), men denna beskrivning av dem är nästan helt frånvarande i de medeltida källorna med undantag från Första kvädet om Helge Hundingsbane. I Valans spådom står det istället att nornorna ristar runor, inte mycket mer. 
Av beskrivning av nornorna framgår att nordborna var fatalister och liksom hos grekerna omfattade ödets nycker även gudarna. De visade sig när en människa skulle dö och man talade om "den grymma nornan". Att förbinda nornorna med ett tidsflöde är förmodligen ett senare kristet påfund som egentligen härstammar från deras romerska motsvarigheter parcerna. 
Snorre Sturlasson förklarar i sin Edda att det förutom de tre namngivna även finns ett otal mindre nornor som följer varje människa ifrån födelsen till döden och formar hennes öde (besläktade med begrepp som fylgja, hamingja och vård). Enligt somliga uttolkare ska Urd i (den samgermanska) begynnelsen ha varit ensam ödesgudinna; hon förekommer i flera skaldedikter.
Nornorna motsvaras i grekisk mytologi av moirerna och i romersk mytologi av parcerna.
| En ask vet jag stå, Yggdrasil heter den dess höga stam är stänkt med vitgrus; dädan kommer dagg som i dalar faller, grön står asken vid Urds brunn alltid. Dädan komma mör som mycket veta, tre ur det hus som vid trädet står; Urd heter en, den andra Verdandi - de skuro i trä - Skuld är den tredje; de skipa villkor, skifta livslotter, mäta ödet åt människors barn. Völvans spådom, vers 19-20 |